# 涡喷-7发动机
涡喷-7发动机（WP-7）是中国的一种涡轮喷气发动机，仿制自由苏联引进的R-11发动机。

## 发展历史
1961年3月30日，中苏双方在莫斯科签订合同，苏联颁发米格-21F-13战斗机、R-11F-300涡轮喷气发动机、K-13空对空导弹的生产许可证给中国政府。1962年，苏联向中国提供了R-11发动机的技术资料和样品。沈阳黎明发动机制造厂于1964年开始进行R-11F发动机的仿制，首台发动机于1965年10月组装完毕并开始试车，1966年12月通过技术鉴定，命名为“涡喷-7”，并开始批量生产，装用于国产的歼-7战斗机。但初期由于材料质量原因，中国仿制的涡喷-7发动机的性能一直无法达到苏联原装R-11F-300的水平。
到1960年代中期，由于歼-8战斗机的研制计划已经启动，需要一种比涡喷-7拥有更大推力的发动机。当时北京航空材料研究院专家容科提出，通过提高涡轮前温度增大发动机推力，为解决涡轮叶片的耐高温问题，其最佳途径就是将当时的涡轮实心叶片改为空心叶片，用强制冷却提高叶片耐高温性能。1966年9月，中国研制成功铸造空心叶片，中国成为继美国之后第二个掌握空心铸造叶片技术的国家。1966年试制出第一台装用空心叶片的涡喷-7甲发动机（WP-7A），涡喷-7甲发动机加力推力相比原有的涡喷-7提高了11%，耗油率降低14%。
为满足歼7改型的需要，沈阳航空发动机研究所和黎明机械公司于1965年联合在涡喷-7甲的基础上改型发展涡喷-7乙。此后，又陆续研制出延寿改型涡喷-7乙B和涡喷-7乙III。